# Copa del Mundo de Esquí Alpino de 2011-12
La Copa del Mundo de Esquí Alpino de 2011-12 se celebró del 22 de octubre de 2011 al 18 de marzo de 2012 bajo la organización de la Federación Internacional de Esquí (FIS). La final se celebró en la localidad de Schladming (Austria).

## Tabla de honor
| Categoría       | Masculino          | Nación  | Femenino            | Nación         |
| --------------- | ------------------ | ------- | ------------------- | -------------- |
| General         | Marcel Hirscher    | Austria | Lindsey Vonn        | Estados Unidos |
| Descenso        | Klaus Kroell       | Austria | Lindsey Vonn        | Estados Unidos |
| Eslalon         | Andre Myhrer       | Suecia  | Marlies Schild      | Austria        |
| Eslalon Gigante | Marcel Hirscher    | Austria | Viktoria Rebensburg | Alemania       |
| Super Gigante   | Aksel Lund Svindal | Noruega | Lindsey Vonn        | Estados Unidos |
| Combinada       | Ivica Kostelić     | Croacia | Lindsey Vonn        | Estados Unidos |

## Ganadores por disciplina - masculino

### General
| Puesto | Nombre             | País    | Puntos |
| ------ | ------------------ | ------- | ------ |
| Oro    | Marcel Hirscher    | Austria | 1355   |
| Plata  | Beat Feuz          | Suiza   | 1330   |
| Bronce | Aksel Lund Svindal | Noruega | 1131   |

### Descenso
| Puesto | Nombre       | País    | Puntos |
| ------ | ------------ | ------- | ------ |
| Oro    | Klaus Kroell | Austria | 605    |
| Plata  | Beat Feuz    | Suiza   | 598    |
| Bronce | Didier Cuche | Suiza   | 521    |

### Eslalon
| Puesto | Nombre          | País    | Puntos |
| ------ | --------------- | ------- | ------ |
| Oro    | Andre Myhrer    | Suecia  | 644    |
| Plata  | Ivica Kostelić  | Croacia | 610    |
| Bronce | Marcel Hirscher | Austria | 560    |

### Eslalon Gigante
| Puesto | Nombre                | País           | Puntos |
| ------ | --------------------- | -------------- | ------ |
| Oro    | Marcel Hirscher       | Austria        | 705    |
| Plata  | Ted Ligety            | Estados Unidos | 513    |
| Bronce | Massimiliano Blardone | Italia         | 408    |

### Super Gigante
| Puesto | Nombre             | País    | Puntos |
| ------ | ------------------ | ------- | ------ |
| Oro    | Aksel Lund Svindal | Noruega | 413    |
| Plata  | Didier Cuche       | Suiza   | 400    |
| Bronce | Beat Feuz          | Suiza   | 368    |

### Combinada
| Puesto | Nombre         | País    | Puntos |
| ------ | -------------- | ------- | ------ |
| Oro    | Ivica Kostelić | Croacia | 336    |
| Plata  | Beat Feuz      | Suiza   | 300    |
| Bronce | Romed Baumann  | Austria | 159    |

## Ganadores por disciplina - femenino

### General
| Puesto | Nombre            | País           | Puntos |
| ------ | ----------------- | -------------- | ------ |
| Oro    | Lindsey Vonn      | Estados Unidos | 1980   |
| Plata  | Tina Maze         | Eslovenia      | 1402   |
| Bronce | Maria Höfl-Riesch | Alemania       | 1227   |

### Descenso
| Puesto | Nombre           | País           | Puntos |
| ------ | ---------------- | -------------- | ------ |
| Oro    | Lindsey Vonn     | Estados Unidos | 690    |
| Plata  | Tina Weirather   | Liechtenstein  | 400    |
| Bronce | Elisabeth Goergl | Austria        | 384    |

### Eslalon
| Puesto | Nombre               | País      | Puntos |
| ------ | -------------------- | --------- | ------ |
| Oro    | Marlies Schild       | Austria   | 760    |
| Plata  | Michaela Kirchgasser | Austria   | 452    |
| Bronce | Tina Maze            | Eslovenia | 413    |

### Eslalon Gigante
| Puesto | Nombre              | País           | Puntos |
| ------ | ------------------- | -------------- | ------ |
| Oro    | Viktoria Rebensburg | Alemania       | 650    |
| Plata  | Lindsey Vonn        | Estados Unidos | 455    |
| Bronce | Tessa Worley        | Francia        | 446    |

### Super Gigante
| Puesto | Nombre         | País           | Puntos |
| ------ | -------------- | -------------- | ------ |
| Oro    | Lindsey Vonn   | Estados Unidos | 453    |
| Plata  | Julia Mancuso  | Estados Unidos | 381    |
| Bronce | Anna Fenninger | Austria        | 369    |

### Combinada
| Puesto | Nombre       | País           | Puntos |
| ------ | ------------ | -------------- | ------ |
| Oro    | Lindsey Vonn | Estados Unidos | 180    |
| Plata  | Tina Maze    | Eslovenia      | 125    |
| Bronce | Nicole Hosp  | Austria        | 120    |

## Calendario

### Masculino
| Día      | Lugar                           | Prueba           | Ganador                                |
| 23.10.11 | Sölden Austria                  | Eslalon Gigante  | Ted Ligety Estados Unidos              |
| 26.11.11 | Lake Louise Canadá              | Descenso         | Didier Cuche Suiza                     |
| 27.11.11 | Lake Louise Canadá              | Super Gigante    | Aksel Lund Svindal Noruega             |
| 02.12.11 | Beaver Creek Estados Unidos     | Descenso         | Bode Miller Estados Unidos             |
| 03.12.11 | Beaver Creek Estados Unidos     | Super Gigante    | Sandro Viletta Suiza                   |
| 04.12.11 | Beaver Creek Estados Unidos     | Eslalon Gigante  | Marcel Hirscher Austria                |
| 06.12.11 | Beaver Creek Estados Unidos     | Eslalon Gigante  | Ted Ligety Estados Unidos              |
| 08.12.11 | Beaver Creek Estados Unidos     | Eslalon          | Ivica Kostelic Croacia                 |
| 16.12.11 | Val Gardena Italia              | Super Gigante    | Beat Feuz Suiza                        |
| 18.12.11 | Alta Badia Italia               | Eslalon Gigante  | Massimiliano Blardone Italia           |
| 19.12.11 | Alta Badia Italia               | Eslalon          | Marcel Hirscher Austria                |
| 21.12.11 | Flachau Austria                 | Eslalon          | Ivica Kostelic Croacia                 |
| 29.12.11 | Bormio Italia                   | Descenso         | Didier Defago Suiza                    |
| 05.01.12 | Zagreb Croacia                  | Eslalon          | Marcel Hirscher Austria                |
| 07.01.12 | Adelboden Suiza                 | Eslalon Gigante  | Marcel Hirscher Austria                |
| 08.01.12 | Adelboden Suiza                 | Eslalon          | Marcel Hirscher Austria                |
| 13.01.12 | Wengen Suiza                    | Combinada        | Ivica Kostelic Croacia                 |
| 14.01.12 | Wengen Suiza                    | Descenso         | Beat Feuz Suiza                        |
| 15.01.12 | Wengen Suiza                    | Eslalon          | Ivica Kostelic Croacia                 |
| 21.01.12 | Kitzbühel Austria               | Descenso         | Didier Cuche Suiza                     |
| 22.01.12 | Kitzbühel Austria               | Eslalon          | Cristian Deville Italia                |
| 22.01.12 | Kitzbühel Austria               | Combinada        | Ivica Kostelic Croacia                 |
| 24.01.12 | Schladming Austria              | Eslalon          | Marcel Hirscher Austria                |
| 28.01.12 | Garmisch-Partenkirchen Alemania | Descenso         | Didier Cuche Suiza                     |
| 03.02.12 | Chamonix Francia                | Descenso         | Klaus Kroell Austria                   |
| 04.02.12 | Chamonix Francia                | Descenso         | Jan Hudec Canadá                       |
| 05.02.12 | Chamonix Francia                | Combinada        | Romed Baumann Austria                  |
| 11.02.12 | Sochi Rusia                     | Descenso         | Beat Feuz Suiza                        |
| 12.02.12 | Sochi Rusia                     | Combinada        | Ivica Kostelic Croacia                 |
| 18.02.12 | Bansko Bulgaria                 | Eslalon Gigante  | Marcel Hirscher Austria                |
| 19.02.12 | Bansko Bulgaria                 | Eslalon          | Marcel Hirscher Austria                |
| 21.02.12 | Moscú Rusia                     | Eslalon Paralelo | Alexis Pinturault Francia              |
| 24.02.12 | Crans-Montana Suiza             | Super Gigante    | Didier Cuche Suiza                     |
| 25.02.12 | Crans-Montana Suiza             | Super Gigante    | Benjamin Raich Austria                 |
| 26.02.12 | Crans-Montana Suiza             | Eslalon Gigante  | Massimiliano Blardone Italia           |
| 02.03.12 | Kvitfjell Noruega               | Super Gigante    | Beat Feuz Suiza · Klaus Kroell Austria |
| 03.03.12 | Kvitfjell Noruega               | Descenso         | Klaus Kroell Austria                   |
| 04.03.12 | Kvitfjell Noruega               | Super Gigante    | Kjetil Jansrud Noruega                 |
| 10.03.12 | Kranjska Gora Eslovenia         | Eslalon Gigante  | Ted Ligety Estados Unidos              |
| 11.03.12 | Kranjska Gora Eslovenia         | Eslalon          | Andre Myhrer Suecia                    |
| 14.03.12 | Schladming Austria              | Descenso         | Aksel Lund Svindal Noruega             |
| 15.03.12 | Schladming Austria              | Super Gigante    | Christof Innerhofer Italia             |
| 17.03.12 | Schladming Austria              | Eslalon Gigante  | Marcel Hirscher Austria                |
| 18.03.12 | Schladming Austria              | Eslalon          | Andre Myhrer Suecia                    |

### Femenino
| Día      | Lugar                           | Prueba           | Ganadora                     |
| 22.10.11 | Sölden Austria                  | Eslalon Gigante  | Lindsey Vonn Estados Unidos  |
| 26.11.11 | Aspen Estados Unidos            | Eslalon Gigante  | Viktoria Rebensburg Alemania |
| 27.11.11 | Aspen Estados Unidos            | Eslalon          | Marlies Schild Austria       |
| 02.12.11 | Lake Louise Canadá              | Descenso         | Lindsey Vonn Estados Unidos  |
| 03.12.11 | Lake Louise Canadá              | Descenso         | Lindsey Vonn Estados Unidos  |
| 04.12.11 | Lake Louise Canadá              | Super Gigante    | Lindsey Vonn Estados Unidos  |
| 07.12.11 | Beaver Creek Estados Unidos     | Super Gigante    | Lindsey Vonn Estados Unidos  |
| 18.12.11 | Courchevel Francia              | Eslalon          | Marlies Schild Austria       |
| 20.12.11 | Flachau Austria                 | Eslalon          | Marlies Schild Austria       |
| 28.12.11 | Lienz Austria                   | Eslalon Gigante  | Anna Fenninger Austria       |
| 29.12.11 | Lienz Austria                   | Eslalon          | Marlies Schild Austria       |
| 03.01.12 | Zagreb Croacia                  | Eslalon          | Marlies Schild Austria       |
| 07.01.12 | Bad Kleinkirchheim Austria      | Descenso         | Elisabeth Goergl Austria     |
| 08.01.12 | Bad Kleinkirchheim Austria      | Super Gigante    | Fabienne Suter Suiza         |
| 14.01.12 | Cortina d'Ampezzo Italia        | Descenso         | Daniela Merighetti Italia    |
| 15.01.12 | Cortina d'Ampezzo Italia        | Super Gigante    | Lindsey Vonn Estados Unidos  |
| 21.01.12 | Kranjska Gora Eslovenia         | Eslalon Gigante  | Tessa Worley Francia         |
| 22.01.12 | Kranjska Gora Eslovenia         | Eslalon          | Michaela Kirchgasser Austria |
| 27.01.12 | St. Moritz Suiza                | Combinada        | Lindsey Vonn Estados Unidos  |
| 28.01.12 | St. Moritz Suiza                | Descenso         | Lindsey Vonn Estados Unidos  |
| 29.01.12 | St. Moritz Suiza                | Combinada        | Maria Höfl-Riesch Alemania   |
| 04.02.12 | Garmisch-Partenkirchen Alemania | Descenso         | Lindsey Vonn Estados Unidos  |
| 05.02.12 | Garmisch-Partenkirchen Alemania | Super Gigante    | Julia Mancuso Estados Unidos |
| 11.02.12 | Soldeu Andorra                  | Eslalon          | Marlies Schild Austria       |
| 12.02.12 | Soldeu Andorra                  | Eslalon Gigante  | Tessa Worley Francia         |
| 18.02.12 | Sochi Rusia                     | Descenso         | Maria Höfl-Riesch Alemania   |
| 21.02.12 | Moscú Rusia                     | Eslalon Paralelo | Julia Mancuso Estados Unidos |
| 26.02.12 | Bansko Bulgaria                 | Super Gigante    | Lindsey Vonn Estados Unidos  |
| 02.03.12 | Ofterschwang Alemania           | Eslalon Gigante  | Viktoria Rebensburg Alemania |
| 03.03.12 | Ofterschwang Alemania           | Eslalon Gigante  | Viktoria Rebensburg Alemania |
| 04.03.12 | Ofterschwang Alemania           | Eslalon          | Erin Mielzynski Canadá       |
| 09.03.12 | Åre Suecia                      | Eslalon Gigante  | Lindsey Vonn Estados Unidos  |
| 10.03.12 | Åre Suecia                      | Eslalon          | Maria Höfl-Riesch Alemania   |
| 14.03.12 | Schladming Austria              | Descenso         | Lindsey Vonn Estados Unidos  |
| 15.03.12 | Schladming Austria              | Super Gigante    | Viktoria Rebensburg Alemania |
| 17.03.12 | Schladming Austria              | Eslalon          | Michaela Kirchgasser Austria |
| 18.03.12 | Schladming Austria              | Eslalon Gigante  | Viktoria Rebensburg Alemania |

- Datos: Q5158